# Sendero de los Quetzales
Sendero de los Quetzales es una localidad del estado mexicano de Aguascalientes. Es parte del municipio de San Francisco de los Romo. Fue fundada el 15 de diciembre de 2012.

## Demografía
| Censo | Población |
| ----- | --------- |
| 2020  | 2 242     |